# ÁVT KÖBÖLKÚT
Az ÁVT I 448-465 egy Engerth-rendszerű ún. támasztószerkocsis gőzmozdonysorozat volt az Osztrák–Magyar Államvasút-Társaságnál.

## Története
A 18 mozdony a legnagyobb számú Engelth rendszerű mozdonytípus volt az ÁVT-nél. A mozdonyokat a Maffei Mozdonygyár építette Münchenben 1856-ban. Az ÁVT első pályaszámrendszerében 448-465 pályaszámokkal és KÖBÖLKÚT, BEGA, SZIGETH, ORSOVA, SZAMOS, KREMNITZ, MOHÁCS, SZEKSZÁRD, VÁSÁRHELY, LIPTAU, FÖLDVÁR, VERSECZ, MARAMAROS, PÉTERVÁRAD, UNGHVÁR, MÉNES, ESZEG és NEUSATZ nevekkel láttak el. A BEGA más kazánt kapott, melynek adatait a táblázat tartalmazza.
1873-ban a mozdonyokat átszámozták 710-727-re és a IVh osztályba sorolták. 1891-ben az államosított MÁV mozdonyok előbb a TIII osztály 3191-3200 (később TIII. osztály 3891-3900) pályaszámokat, majd 1911-től a még meglévő két mozdony a 368.001-002 pályaszámokat kapták. A TIII. osztályú mozdonyok közül a MÁV a 3193 psz.-ut már 1896-ban selejtezte. 1898-ban a 3141-gyel kezdődő psz. csoportú IIIq. oszt. (325 sor.) gyarapítása elérte a 3191 psz.-ot. Ekkor, a még meglevő 9 db TIII. oszt. mozdonyt átszámozták a 3891–3892 és 3894–3900 számcsoportba. A mozdonyokat folyamatosan selejtezték ugyan, de az ugyancsak új beszerzésű IIIu. oszt. (324 sor.) psz. csoportja 1910-ben elérte az átszámozott gépeket is. Az ekkor meglevő 4 mozdony a 3956–3958 és 3960 psz.-ot kapta. 1911-ben a 368 sor.-ba már csak két gép került.

## Fordítás
- Ez a szócikk részben vagy egészben  a   StEG I 448–465 című német Wikipédia-szócikk fordításán alapul.  Az eredeti cikk szerkesztőit annak laptörténete sorolja fel. Ez a jelzés csupán a megfogalmazás eredetét és a szerzői jogokat jelzi, nem szolgál a cikkben szereplő információk forrásmegjelöléseként.